# کیگوران
کیگوران، روستایی از توابع بخش زز و ماهرو شهرستان الیگودرز در استان لرستان ایران است. روستای کیگوران به زبان لری بختیاری گویش صحبت می‌کنند.به زبان لاتین keygooran است.

منطقه  کیگوران یک منطقه پوشیده از جنگل در کنار روستایی با همین نام در بخش زز و ماهرو، شهرستان الیگودرز است. وجود چندین سراب پر آب و چند آبشار از دیگر جاذبه‌های این منطقه است، از این منطقه دو جاده عبور می‌کند که یکی به سمت شول‌آباد و دیگری به سمت دریاچه گهر می‌رود برای رسیدن به منطقه می‌توان از محور الیگودرز به خان‌آباد استفاده کرد و پس از خان‌آباد به سمت شول‌آباد حرکت کرد بر اساس مصوبه هیئت دولت این منطقه جز مناطق نمونه گردشگری می‌باشد.
جایگاه طایفه الیاسی تیره رضایی از زمان قدیم در کیگوران ساکن بوده اند